# Carmen (gmina w Campeche)

Położenie gminy Carmen na mapie stanu Campeche

Carmen – duża gmina w południowo-zachodniej części meksykańskiego stanu Campeche, położona u północnej nasady  półwyspu Jukatan, nad Zatoką Meksykańską. Jest jedną z 11 gmin w tym stanie. Siedzibą władz gminy jest miasto Ciudad del Carmen, leżące na przybrzeżnej wyspie Isla del Carmen. Wyspa oddziela od otwartego morza jezioro Laguna de Términos, również leżące na terenie gminy. 

## Geografia gminy
Powierzchnia gminy wynosi 9720,09 km², co czyni ją jedną z większych w stanie Campeche. Gmina w 2010 roku liczyła 221 094 mieszkańców. Powierzchnia gminy jest równinna, pokryta jest głównie wodami i lasami, które mają charakter lasów deszczowych oraz polami uprawnymi.

## Gospodarka gminy
Gminę utworzono w 1916 roku decyzją gubernatora stanu Campeche. Ludność gminy jest zatrudniona według ważności w następujących gałęziach: rolnictwie, hodowli, leśnictwie, rybołówstwie, przemyśle petrochemicznym i usługach. 

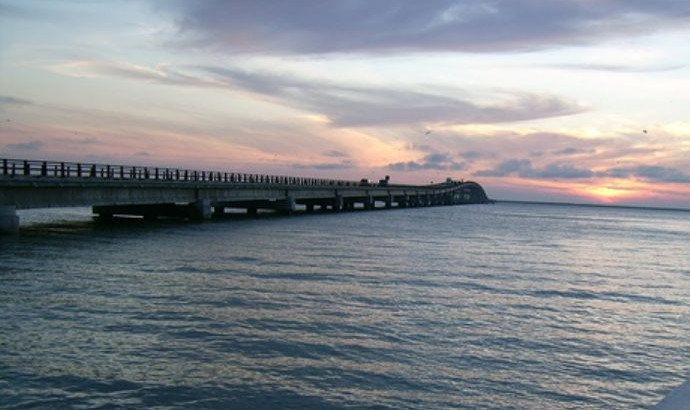
Most Puente El Zacatal wiodący do Ciudad del Carmen

Najczęściej uprawia się kukurydzę, ryż, sorgo, soję, fasolę, paprykę jalapeño, arbuzy, a także wiele gatunków sadowniczych m.in. mango, awokado, pomarańcze i inne cytrusy oraz orzechy kokosowe. Linia brzegowa w gminie Carmen wynosi 192 km, co sprawia, iż rybołówstwo jest ważną gałęzią gospodarki. Największym źródłem przychodów są połowy skorupiaków (homary, langusty, kraby, krewetki), a także rekiny i żarłacze.
W 1971 roku w niedalekiej odległości pod dnem Zatoki Meksykańskiej odkryto pokłady ropy naftowej i gazu ziemnego. W Ciudad del Carmen, otwarto kilka lat później biura koncernu petrochemicznego Pemex (Pétroleos Mexicanos). Oczyszczalnia i tłocznia gazu ziemnego znajduje się w miejscowości Atasta, na półwyspie Atasta, w zachodniej części gminy.
Przez gminę Carmen przebiega droga federalna nr 180, stanowiąca główną arterię łączącą półwysep Jukatan z resztą kraju. W jej ciągu zbudowano dwa mosty łączące wyspę Isla del Carmen ze stałym lądem: Puente de la Unidad po stronie wschodniej (zbudowany w latach 80. XX wieku) i Puente El Zacatal po stronie zachodniej (otwarty w 1994 roku).

## Współpraca
- Marianao, Kuba